# 22527 Ґолік
22527 Ґолік (22527 Gawlik) — астероїд головного поясу, відкритий 20 березня 1998 року.
Тіссеранів параметр щодо Юпітера — 3,553.